# Eurylochos (Freier der Penelope)
Eurylochos (altgriechisch Εὐρύλοχος Eurýlochos) ist eine Gestalt der griechischen Mythologie.
Er stammte aus Zakynthos und war laut der Darstellung in der Bibliotheke des Apollodor einer der zahlreichen Freier der Penelope während der langjährigen Abwesenheit von deren Gemahl Odysseus. Dieser tötete nach seiner Rückkehr alle Freier.